# 斯圖加特 (堪薩斯州)
斯圖加特（英語：Stuttgart）是位於美國堪薩斯州菲利普斯縣的一個非建制地區。

## 地理
斯圖加特所處的海拔為高於海平面609米（即1998英呎），而該地所採用的時區為UTC-6，即北美中部時區（CST）。同時該地設有夏令時間，為UTC-6調快一小時，即UTC-5（CDT）。